# Сказания Земноморья (аниме)
«Сказания Земноморья» (яп. ゲド戦記 Гэдо сэнки) — полнометражное аниме Горо Миядзаки по циклу книг Урсулы Ле Гуин о Земноморье, вышедшее на экраны в Японии 29 июля 2006 года. Фильм основан на всех книгах цикла, по большей части на третьей («На последнем берегу») и четвёртой («Техану»).
«Сказания Земноморья» — первая работа Горо Миядзаки, сына Хаяо Миядзаки, в качестве режиссёра.

## Сюжет
Для жителей архипелага Земноморье настали трудные времена: нарушено равновесие в мире, взбунтовалась природа — засуха, плохие урожаи, загадочные болезни скота и людей. Драконы, никогда ранее не появлявшиеся в восточных краях архипелага, теперь приводят в ужас мирных жителей.
Мучимый раздвоением личности принц Аррен убивает своего отца и сбегает, забрав фамильный волшебный меч. Юноша сам не понимает, зачем сделал это, и скитается по миру в надежде скрыться от чего-то. В пустыне Аррен встречает верховного мага Ястреба, и дальше они путешествуют вместе. В городе, куда они приходят, Аррен спасает девушку Терру от работорговцев. Позже этим же вечером Аррен сам становится их жертвой и теряет свой меч, но Ястреб спасает его и отвозит на ферму своей старой знакомой Тенар. У неё же живёт и Терру, которую женщина подобрала в детстве покалеченной и выходила.
Причиной всех бедствий в Земноморье оказывается злой маг Паук, живущий в большом замке у моря, единственный маг в этих краях, ещё не разучившийся колдовать. Он одержим мыслью о вечной жизни, так как однажды побывал в безводной стране мёртвых и теперь боится снова туда попасть. Он узнаёт, что Ястреб прибыл в эти края, и поручает своим солдатам найти верховного мага. В поисках солдаты навещают Тенар, но Ястреб отлучился в город, чтобы найти меч Аррена. В городе он случайно получает информацию о Пауке. Аррен в это время сбегает из дома Тенар и приходит на болото, где встречает пугающую его и похожую на него как две капли воды тень, от которой он и убегает. Он падает в воду и теряет сознание. Паук, наблюдавший за ним через волшебную чашу, прилетает на болото и похищает его. В замке он лжёт Аррену, что в нём сокрыта тайна вечной жизни, и Ястреб будто бы для того и взял его к себе, чтобы получить бессмертие. Паук убеждает Аррена сказать его настоящее имя (Лебанен). С помощью настоящих имён людей, предметов или явлений волшебство при использовании становится могущественней.
Солдаты Паука по его приказу похищают Тенар, чтобы заманить Ястреба в ловушку. Тенар увозят в замок, а Терру оставляют привязанной к забору, но она вскоре вырывается и сбегает. По дороге девушка встречает верховного мага и рассказывает ему о произошедшем. Ястреб спешит к Пауку, оставив ей найденный меч Аррена. Терру неожиданно замечает тень, и она тоже приводит её в замок. Эта тень — воплощение света в душе Аррена, но тьма так его переполнила, что свет вынужден скитаться по миру вслед за телом. Тень просит Терру передать Аррену меч и сообщает ей его истинное имя. Терру находит Аррена, заставляет его перестать бояться смерти, говорит ему своё собственное истинное имя (Техану), и они бегут спасать Тенар и Ястреба, которых собираются сбросить с башни. Аррен ранит Паука своим мечом, открывая его настоящий облик. На самом деле злой маг давно уже стал стариком, но скрывал это. Паук хватает Терру и сбегает на соседнюю башню. Аррен преследует его и пытается сам убедить в том, что смерти не нужно бояться, но маг не слушает его. Когда восходит солнце, Терру принимает обличье дракона и сжигает Паука.
Зло побеждено, друзья возвращаются обратно на ферму. Мультфильм заканчивается тем, что верховный маг с принцем опять уходят в странствия, пообещав навестить Тенар и Терру в будущем.

## Персонажи
А́ррен (истинное имя: Леба́ннен 17 лет) — наследный принц богатого королевства, совершивший убийство своего отца по непонятным мотивам. После этого за ним постоянно следует его Тень.
Сэйю: Дзюнъити Окада
Терру́ (истинное имя: Техану́) — девочка с сильным характером и очень непростым прошлым, которое оставило отпечаток на её лице (красный шрам). Застенчива и неохотно идёт на контакт с посторонними людьми. Вначале боялась принца Аррена, несмотря на то что он спас её от работорговцев. В действительности является драконом. Родившись как дракон, она одновременно человек, что бывает раз в поколение.
Сэйю: Аои Тэсима
Ястреб, или Хайтака (истинное имя: Гед) — верховный маг. Имеет белый шрам на левой половине лица. Несмотря на то, что является сильным магом, не любит использовать магию в повседневной жизни.
Сэйю: Бунта Сугавара
Тена́р — женщина, владеющая искусством врачевания (соседские женщины приходят к ней за лекарствами), приютила изувеченную Терру и живёт в своём сельском доме. Вылечила Аррена после того, как Гед спас того из рабства.
Сэйю: Дзюн Фубуки
Паук — маг с внешностью и голосом андрогина, который из-за страха смерти потерял смысл жизни и, одержимый тягой к бессмертию, совершил недопустимое: открыл дверь между мирами живых и мёртвых. Затаил зло на Геда, который однажды уличил его в запрещённом колдовстве.
Сэйю: Юко Танака
Заяц — предводитель подручных Паука. Охотится за людьми с целью в будущем их продажи в рабство.
Сэйю: Тэруюки Кагава

## Музыкальные композиции
Композитором аниме стал Тамия Тэрасима.

## Награды и номинации
- 2006 — номинация на премию Японской киноакадемии в категории «Лучший полнометражный мультфильм года»[1].

Также в Японии фильм получил антипремию «Худший фильм» на награждении Bunshun’s Raspberry Awards (аналог премии «Золотая малина»), а Горо Миядзаки был назван «Худшим режиссёром».

## История создания
Съёмки фильма начались 6 сентября 2005 года и длились в общей сложности 8 месяцев и 17 дней.

## Выпуск
Аниме демонстрировалось на внеконкурсной программе 63-го кинофестиваля в Венеции. По окончании его показа зрители устроили овацию, продолжавшуюся более шести минут. В Японии «Сказания Земноморья» имели коммерческий успех, собрав 70 миллионов долларов за всё время проката. На 2025 год, по данным Box Office Mojo, кассовые сборы составляют 68 727 277 долларов Из-за проблем с лицензированием (права на экранизацию книг Урсулы Ле Гуин принадлежали каналу Sci-Fi Channel, который в 2004 году выпустил мини-сериал «Легенды Земноморья») в США фильм не мог выйти ранее 2009 года, когда истёк срок действия лицензии. Премьера в кинотеатрах Северной Америки прошла 13 августа 2010 года. Распространителем выступила компания Touchstone Pictures. В России аниме было показано по телеканалу «2x2». Российский кинопрокат снова стартовал 19 июня 2025 года, дистрибьютором является RWV Film.

## Критика
Metacritic дал только 47 баллов из 100 на основании 11 обзоров, на сайте Rotten Tomatoes рейтинг составляет 37 % с учётом 41 рецензии.
Мнения критиков относительно фильма разделились. Многие называли дебют Горо Миядзаки неудачным и несравнимым с творчеством отца. Упрёки касались того, что произведение Горо вторично и в основном использует наработки Хаяо. Сам Горо Миядзаки так вспоминал о реакции отца: «Когда я снял свой первый фильм, он вышел в середине просмотра и сказал мне, что это чушь».
Также из недостатков фильма отмечены были затянутость повествования, нелогичная сюжетная линия и неживой мир.
Борис Иванов в рецензии на сайте Film.ru поставил 5 из 10 баллов. По его словам, «Сказаниям Земноморья» далеко до «Ходячего замка» или «Унесённых призраками». Это медлительная, преимущественно разговорная лента, и для понимания диалогов нужно хорошо знать книжный цикл. Горо Миядзаки взял за основу «На последнем берегу» и «Техану», выступающие кульминацией и эпилогом истории Ястреба. Подобный ход можно сравнить с тем, как Питер Джексон мог бы довольствоваться экранизацией «Возвращения короля». Но в «Сказаниях» нет ни большого количества спецэффектов, ни грандиозных битв. «И в результате классическая фэнтези-сага превращается в нечто затянутое, едва внятное, весьма примитивное и раздражающее как поклонников Ле Гуин, так и тех, кто ждет от фэнтези-мультфильма размашистых магических баталий». Завершающей «пощёчиной» становится финал в духе «бог из машины» (в данном случае — «дракон из машины»). Фильм не справляется даже с самой простой задачей — предложить зрителям обаятельного главного героя, которому хочется сопереживать. Профессионализм художников чувствуется, а вдохновение — нет. Оказывается, мало носить фамилию Миядзаки, чтобы создать анимационный шедевр.
Художественное исполнение фильма получило противоположные оценки критиков — одни были недовольны уровнем прорисовки персонажей, другие наоборот называли его «мастерским» и сравнивали фильм с «ожившей картиной».
Положительные отзывы касались в основном музыкального сопровождения картины.
Сама же Урсула Ле Гуин не была впечатлена фильмом, хотя признала за автором право интерпретации и назвала его «хорошим».
«АнимеГид» пишет, что, когда в 2007 году фильм впервые показали в российских кинотеатрах, некачественный дубляж практически полностью исказил впечатления: после показа зрители повторяли самые смешные фразы, подражая интонациям актёров. Трёхдисковый DVD-релиз, приятно оформленный и содержащий большое количество дополнительных материалов, позволяет исправить упущение и присмотреться к «Сказаниям» повнимательнее. Тем более, что огрехи озвучивания были исправлены. Возвращаясь к теме несчастливой судьбы анимационной адаптации, нужно сказать, что критика изначально предполагалась (и действительно стала) в два и даже в три раза жёстче, чем обычно. Эта участь всегда постигает творения детей великих отцов. Фильм, снятый на Studio Ghibli Миядзаки-младшим, пытаются мерить по работам Миядзаки-старшего, который уже проявил себя как автор удачных экранизаций («Ведьмина служба доставки», «Ходячий замок»). В итоге вышел скандал: «Сказания» режиссировал Горо, отец в процессе никак не участвовал, разразилась семейная драма, а сама Ле Гуин осталась недовольна результатом. Она просто не узнала своих произведений, хотя и обсуждала с Хаяо Миядзаки определённую свободу действий для аниматоров. Если не читать оригинал, многие вещи в фильме останутся абсолютно непонятными, основная идея произведения покажется не слишком глубокой. Если читать — «счастье сразу станет неполным, потому как вместить в полтора часа рассказ о целом мире невозможно». С другой стороны, «Сказания Земноморья», как «сухой концентрат идеи и атмосферы», могут послужить неплохой подводкой к дальнейшему знакомству с произведениями американской писательницы. По мнению обозревателя, разумнее всего расслабиться и посмотреть так, «будто мы ничего не знаем о режиссёре, не пытаемся привязать происходящее к литературным произведениям и забыли о первом, неудачном варианте дубляжа». С учётом таких «будто» лента оказывается хотя и не шедевром, но далеко и не провалом. «Её интересно смотреть, от красоты видов рисованного Земноморья захватывает дух»; некоторые моменты по-настоящему страшны (в кинотеатре плакали дети, которых можно понять). Потому что увлечь и испугать искушённого зрителя — уже немало. Редакция журнала назвала фильм ученической работой, не соответствующей стандартам Ghibli. Как и большинство экранизаций, она не оправдывает ожиданий, но как версия имеет право на существование. К сожалению, здесь от Ле Гуин почти ничего не осталось. Если не обращать внимание на шум в честь «неправильного Миядзаки» и спокойно смотреть, ощущения остаются не такие грустные.